# Ljubomir Lovrić
Љубомиp Лoвpић ou Ljubomir Lovrić (né le 28 mai 1920 à Novi Sad et mort le 26 août 1994 à Belgrade) est un footballeur yougoslave devenu entraîneur.